# Pila Daniell

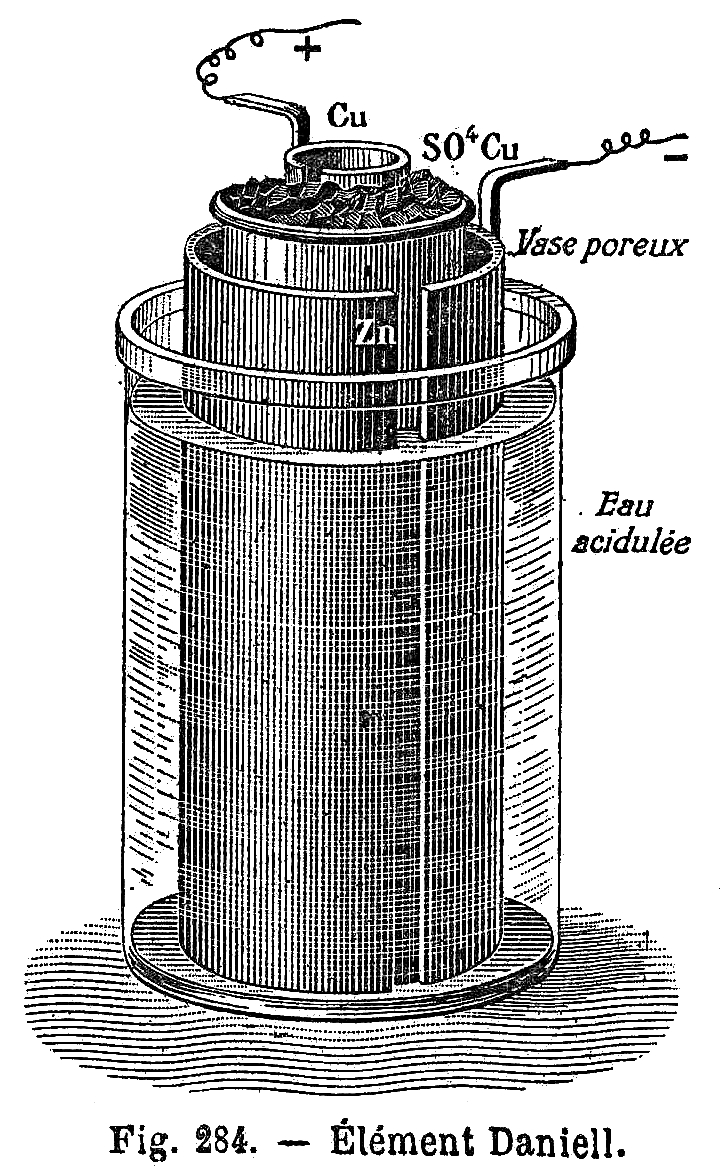
Il·lustració d'una pila Daniell inventada el 1836

La pila Daniell va ser inventada el 1836 pel químic i meteoròleg britànic John Frederic Daniell. L'aparició de nous invents, com el telègraf, va fer créixer la necessitat de trobar fonts d'electricitat segures i constants. La pila Daniell està constituïda per un ànode (làmina de zinc) submergit en una solució de sulfat de zinc i per un càtode (làmina de coure) submergit en una solució de sulfat de coure (II). Ambdues solucions estan unides per un pont salí format per una solució de clorur de potassi. La reacció química de reacció d'oxidació reducció que ocorre se simbolitza mitjançant l'equació química:
Zn (s) + Cu2+(aq) → Zn2+(aq) + Cu(s)